# Lactarius turpis
Lactarius turpis (Johann Anton Weinmann, 1828 ex Elias Magnus Fries., 1838) din încrengătura Basidiomycota, familia Russulaceae, genul Lactarius, denumită în popor râșcov jegos sau lăptar de mesteacăn,  este o specie de ciuperci otrăvitoare, posibil letală. Acest burete destul de răspândit coabitează, fiind un simbiont micoriza (formează micorize pe rădăcinile arborilor). În România, Basarabia și Bucovina de Nord crește în șiruri sau cercuri mari, preferând soluri sărace, necalcaroase și umede, în păduri de foioase și mixte, pe marginea cărărilor, adesea sub mesteceni sau pe lângă molizi. Apare de la câmpie la regiunile montane, din iunie-iulie până în octombrie-noiembrie. Epitetul este derivat din cuvântul latin (latină turpis=între altele: urât, desfigurat, murdar).

## Taxonomie
Specia a fost descrisă de prima dată sub denumirea Agaricus turpis de botanistul și micologul german francon Johann Anton Weinmann (1782-1858) în volumul 2 al cărții Sylloge plantarum novarum itemque minus cogitarum din 1828 apoi transferat de renumitul savant suedez Elias Magnus Fries la genul Lactarius sub păstrarea epitetului, de verificat în publicarea sa Epicrisis systematis mycologici, seu synopsis hymenomycetum din 1838.
Încercările de redenumire ale micologilor germani Paul Kummer (1871) și Otto Kuntze (1891) sunt acceptate sinonim dar nefolosite fiind astfel neglijabile.
Termenul Lactarius necator pentru această specie, susținut de micologi britanici și irlandezi, este ilegitim pentru că este oficial un sinonim al soiului Lactarius torminosus.

## Descriere

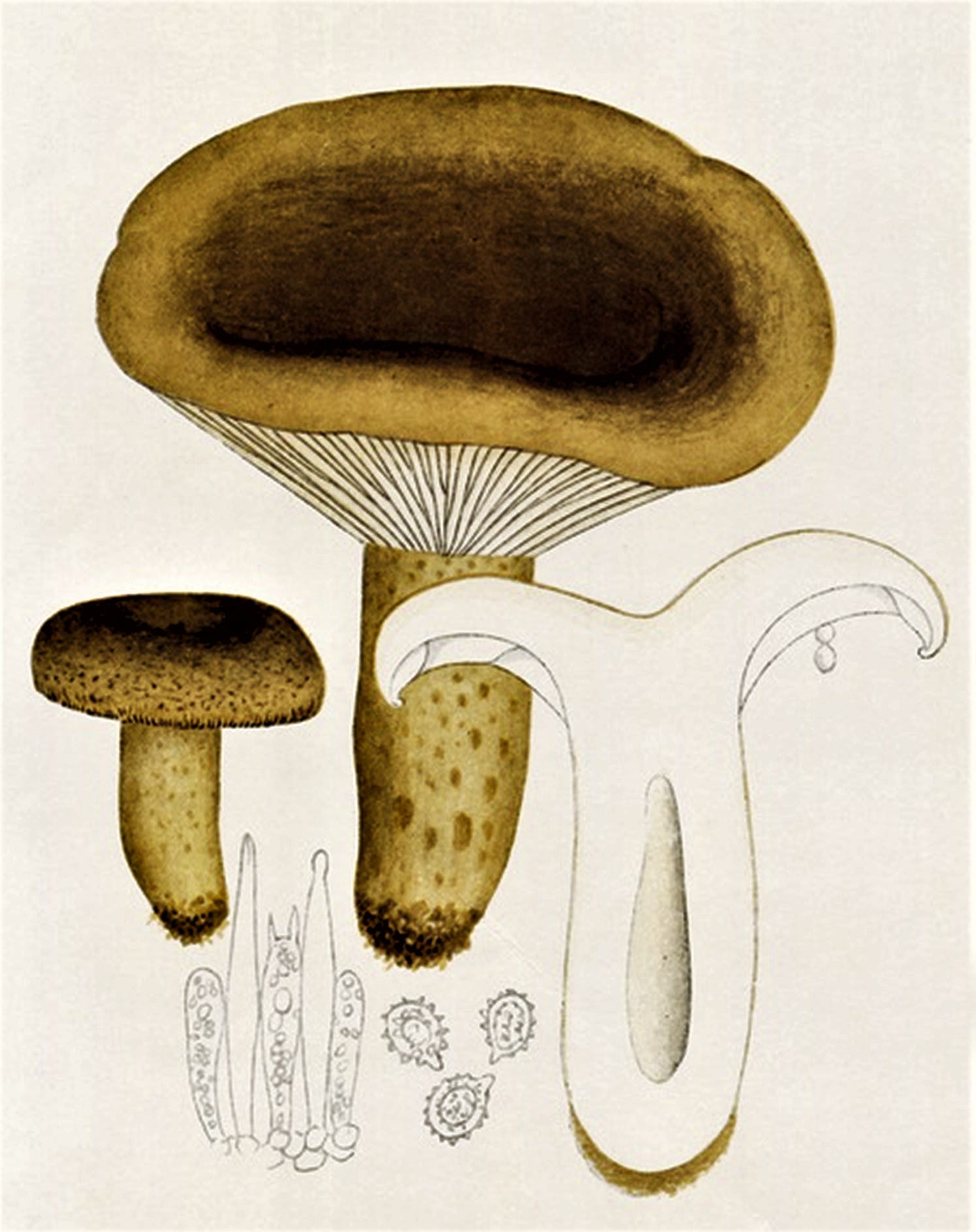
Bres.: Lactarius turpis

- Pălăria: are un diametru de 4-15 (18) cm, este foarte cărnoasă, la început conică cu marginea răsucită în jos precum acoperită de puf, apoi din ce în ce mai adâncită în centru, luând la bătrânețe forma de pâlnie. Cuticula este lucioasă, lipicioasă, la umezeală devenind vâscoasă, și este deseori acoperită de mici fragmente vegetale și de pământ. Coloritul este la ciuperci tinere ocru-portocaliu, dar se schimbă repede în diverse nuanțe de verde-măsliniu până brun-măsliniu, înnegrindu-se cu vârsta din ce în ce mai mult.
- Lamelele: sunt subțiri, dense, nu prea înalte, ușor arcuite, slab intercalate spre margine și cu vârsta din ce în ce mai decurente la picior. Muchiile sunt netede. Coloritul, inițial alb, variază mai târziu între alb murdar și crem-ocru, căpătând la bătrânețe pete brune, pricinuite de sucul evadat și uscat.
- Piciorul: are o înălțime de 4-9 cm și o lățime de până la 3 cm, este bont și robust, ușor subțiat la bază, umed până unsuros, mai întâi plin, devenind odată cu maturitatea avansată gol pe dinăuntru. Coaja este asemănător colorată ca pălăria, dar mereu ceva mai deschis cu un aspect parcă ciupit de vărsat și brunând sau negrind de la bazä. Nu are inel și se decolorează după o secțiune longitudinală slab maroniu.
- Carnea: este albă, densă și compactă. Mirosul este imperceptibil, la exemplare culese sub molizi slab rășinos, iar gustul iute (corpul fructifer) și amar (laptele).
- Laptele: este mai întâi alb și abundent, devenind la uscare brun. La degustare este în primul moment dulceag, însă repede amar și zgârcind în gât.[3][4]
- Caracteristici microscopice: are spori rotunjori până slab elipsoidali, crestați și reticulați, hialini (translucizi) precum amilozi (ce înseamnă colorabilitatea structurilor tisulare folosind reactivi de iod), având o mărime de 6,5-8 x 5-7 microni. Pulberea lor este maronie. Basidiile cu 2-4 sterigme în formă de măciucă măsoară 45-50 x 7-10 microni. Cheilo-cistidele cu 30-60 x 6-10 microni sunt fusiforme și ascuțite spre vârf, pleuro-cistidele asemănătoare și mai puține sunt rotunjite la capăt și măsoară 45-70 x 6-11 microni. Cuticula constă în cea mai mare parte din hife paralele cu o lățime de 2,5-6 μm. În partea superioară, există însă multe hife ascendente și între ele răsfirat lactiferele.[10][11]
- Reacții chimice: Carnea buretelui se decolorează cu acid azotic și acid sulfuric încet gri-măsliniu, cu guaiacol după 5 minute sumbru roșu indic, cu Hidroxid de amoniu cuticula, lamelele și coaja piciorului violet, iar carnea mai deschis violet, cu Hidroxid de potasiu  de același colorit, dar carnea slab ocru, cu sulfat de fier foarte slab palid ocru și cu tinctură de Guaiacum după puține minute gri-verzui.[12][13]

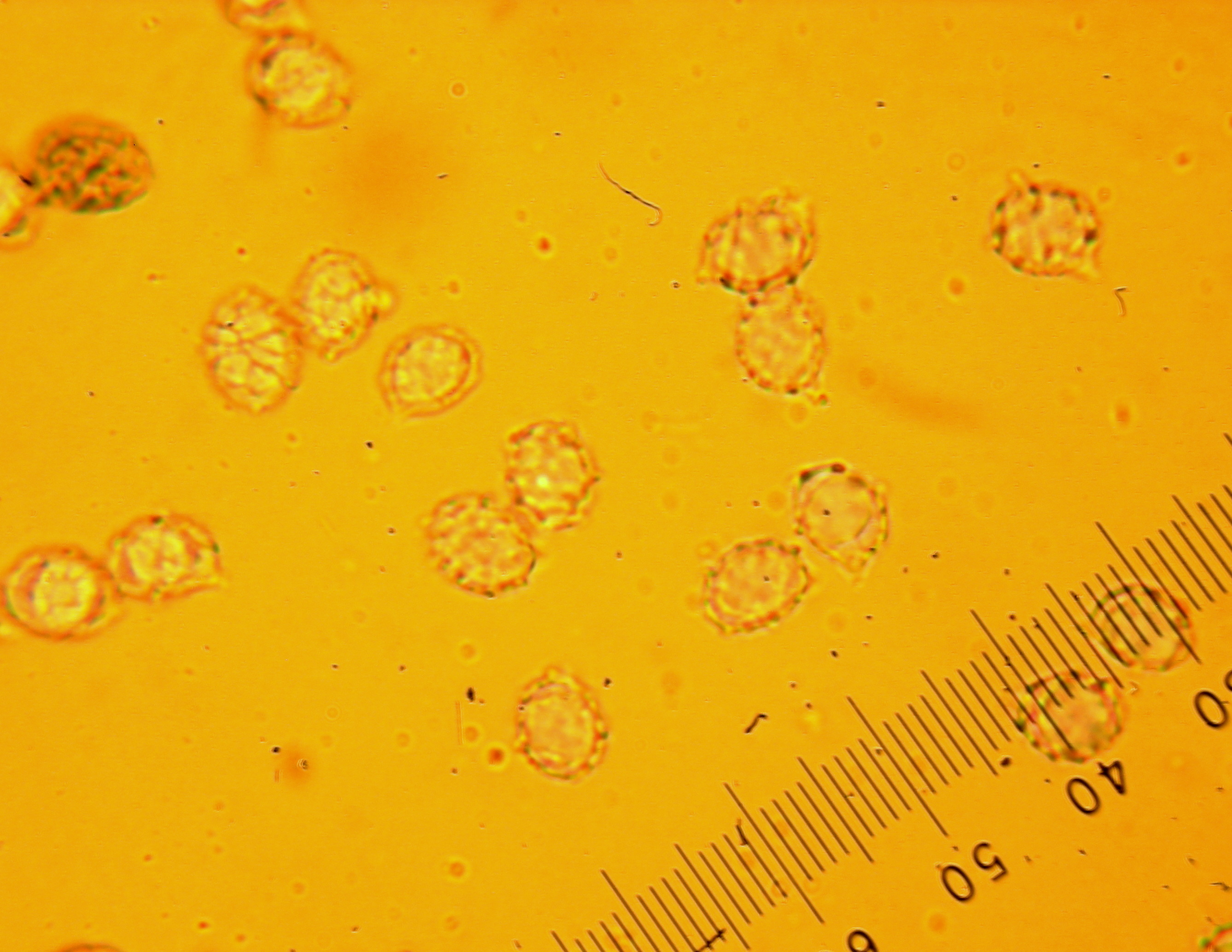
L. turpis, spori
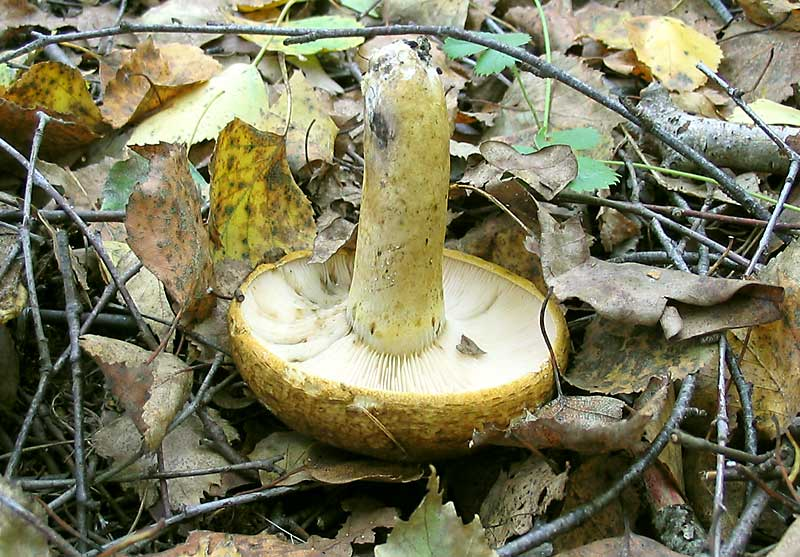
L. turpis tânăr: lamele și picior
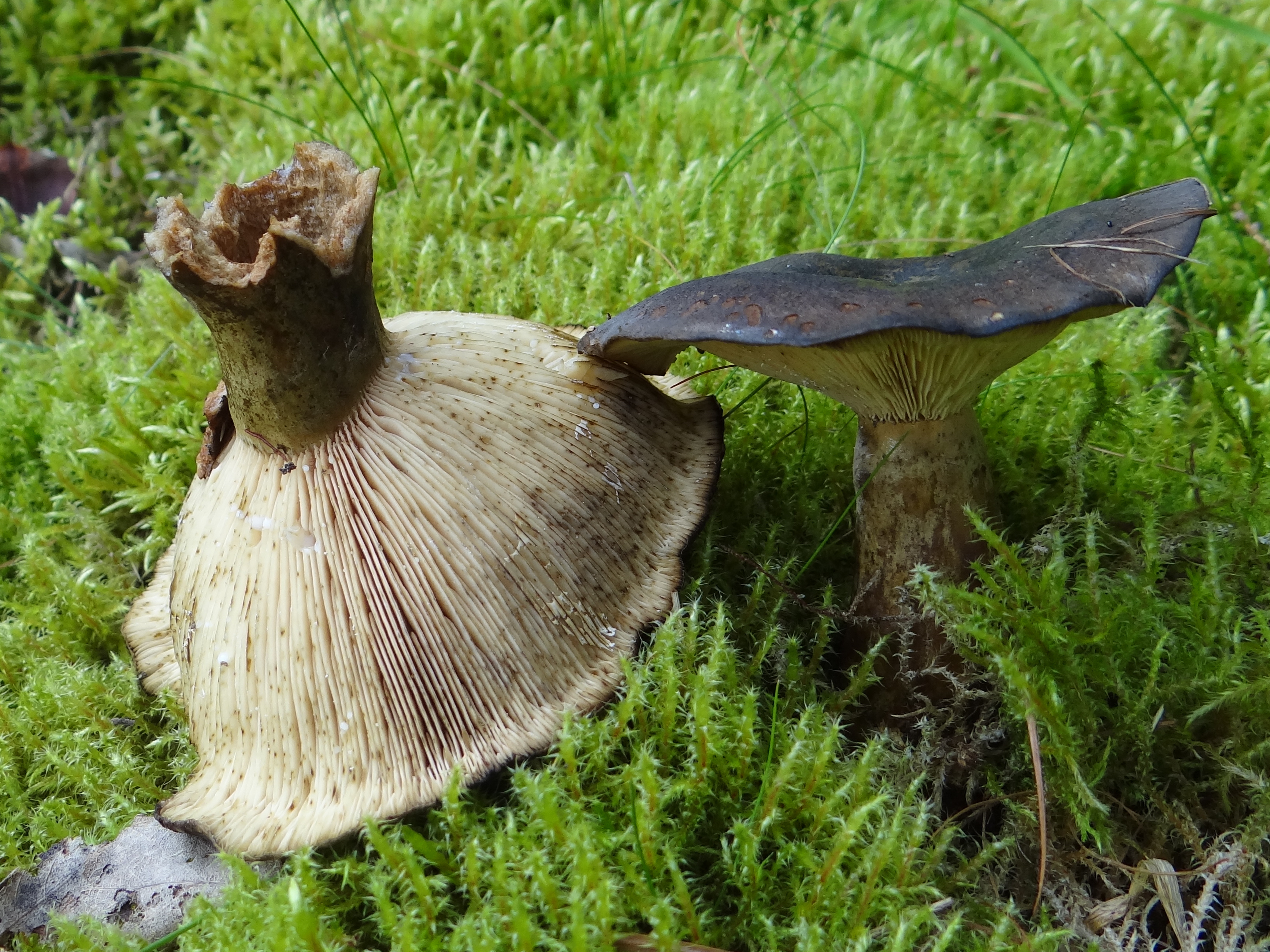
L. turpis bătrâni: lamele și picior
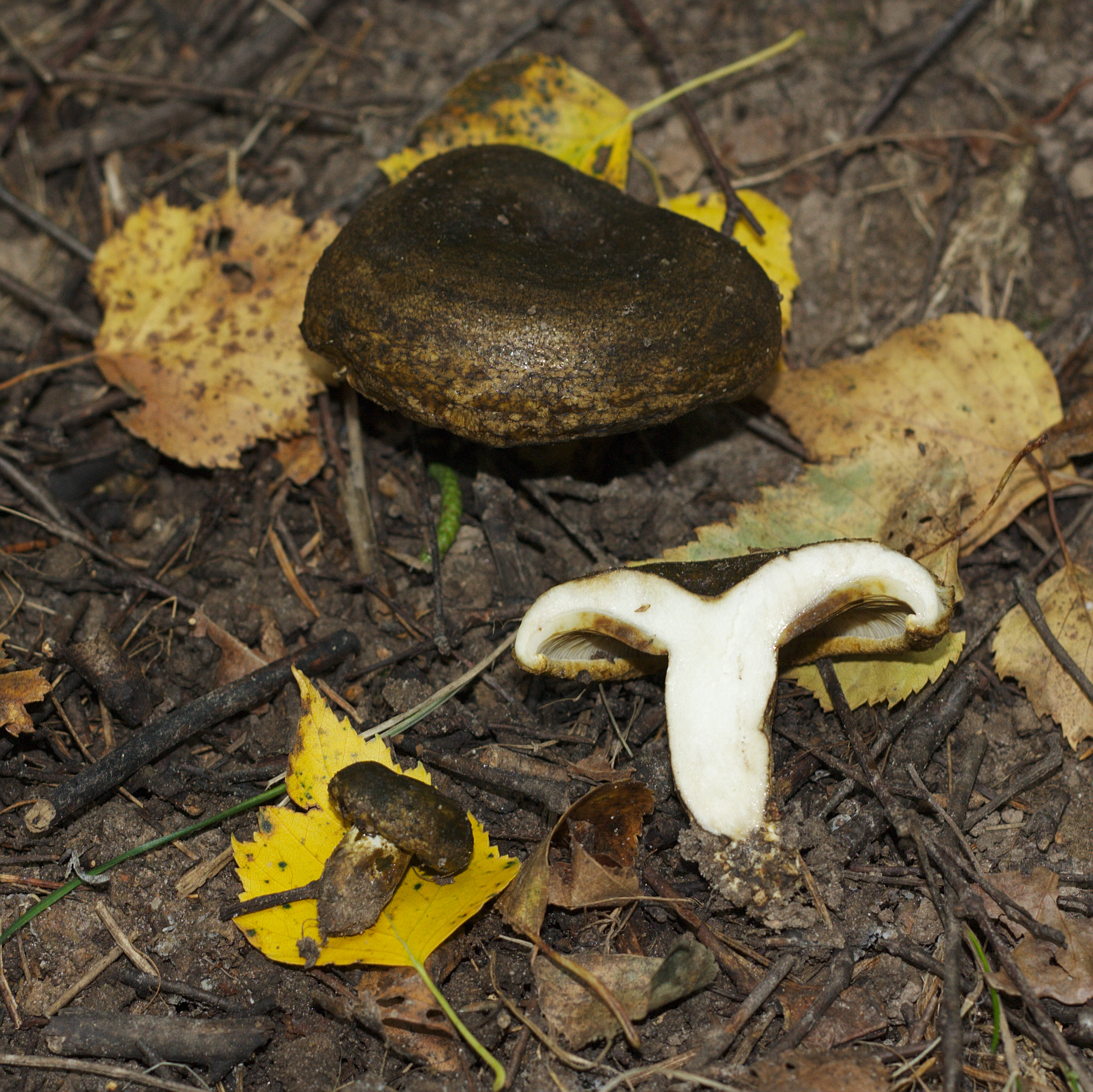
L. turpis, secțiune longitudinală
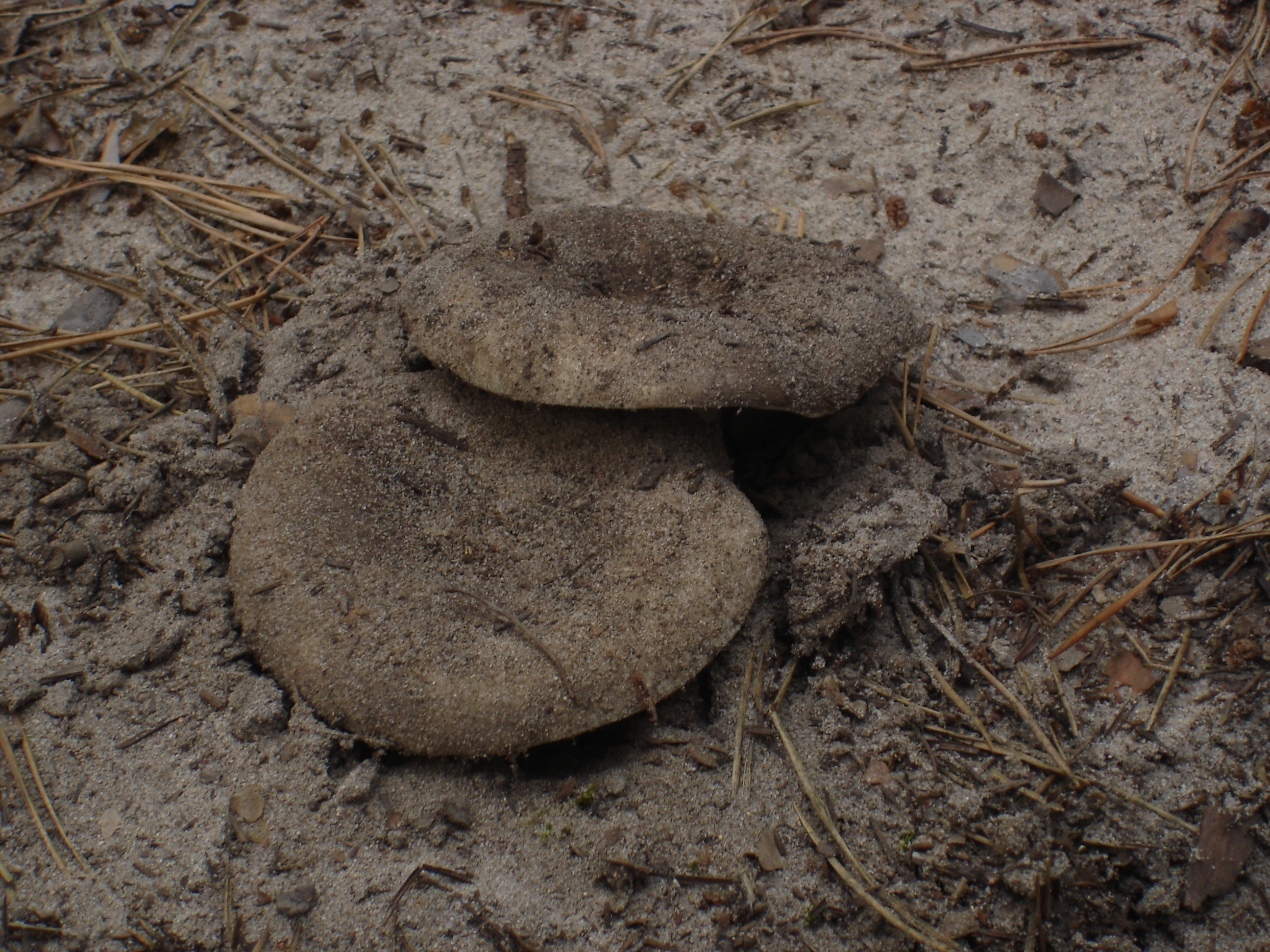
L. turpis cu aspect jegos

## Confuzii
Această ciupercă poate fi confundată cu specii asemănătoare necomestibile, preponderent cu cele foarte iuți sau otrăvitoare precum și cu un soi comestibil, dar nu prea gustos. Exemple sunt: Lactarius azonites (necomestibil), Lactarius blennius (necomestibil), Lactarius circellatus (necomestibil), Lactarius fluens (necomestibil), Lactarius fuliginosus (necomestibil), ,Lactarius fulvissimus (comestibil), Lactarius mairei (ușor otrăvitor), Lactarius obscuratus (necomestibil) Lactarius pyrogalus (necomestibil), Lactarius romagnesii (necomestibil), Lactarius rufus (necomestibil), Lactarius scrobiculatus (otrăvitor) și Lactarius uvidus (necomestibil) sau chiar și cu letalul Paxillus involutus 

## Specii asemănătoare în imagini

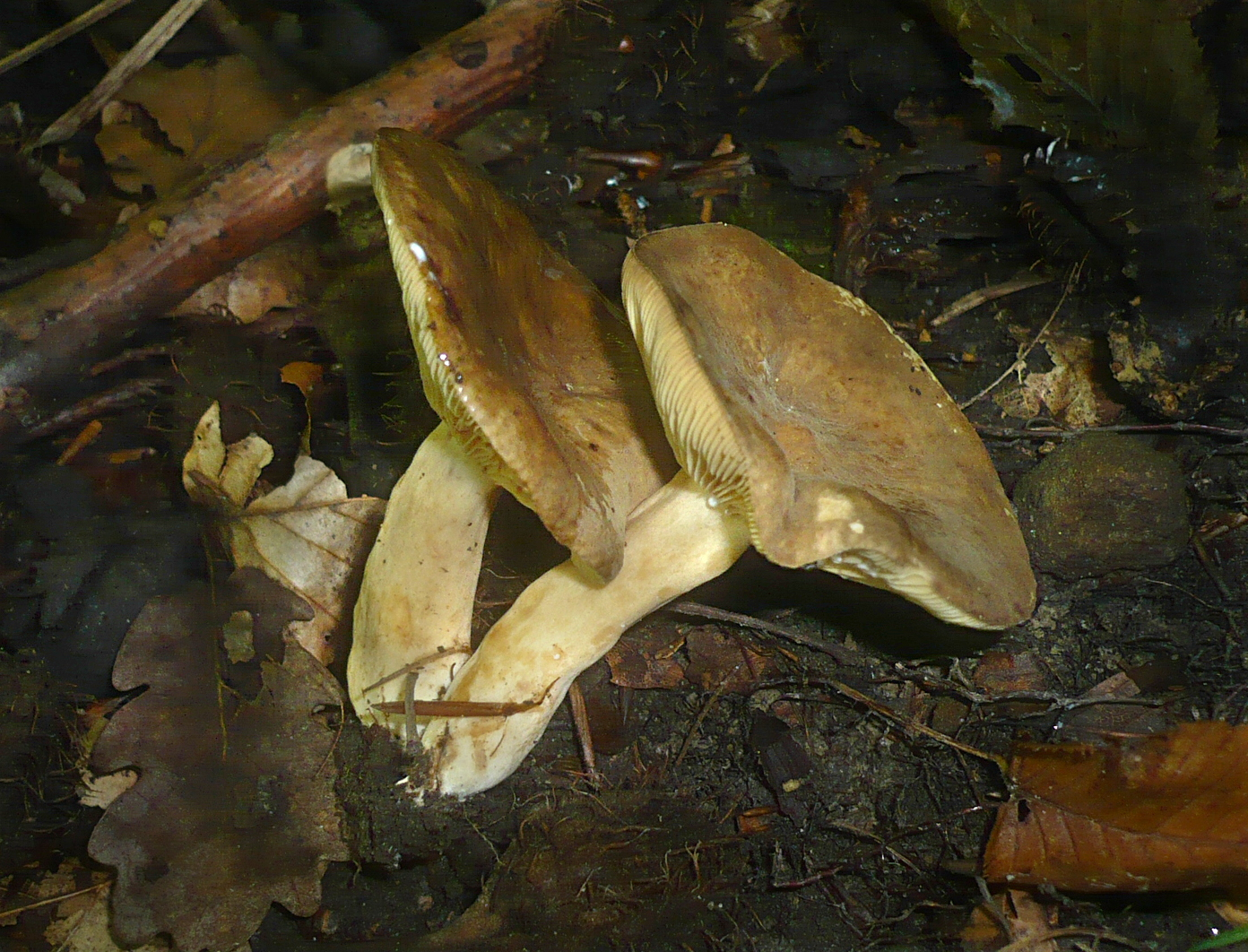
!Lactarius azonites!
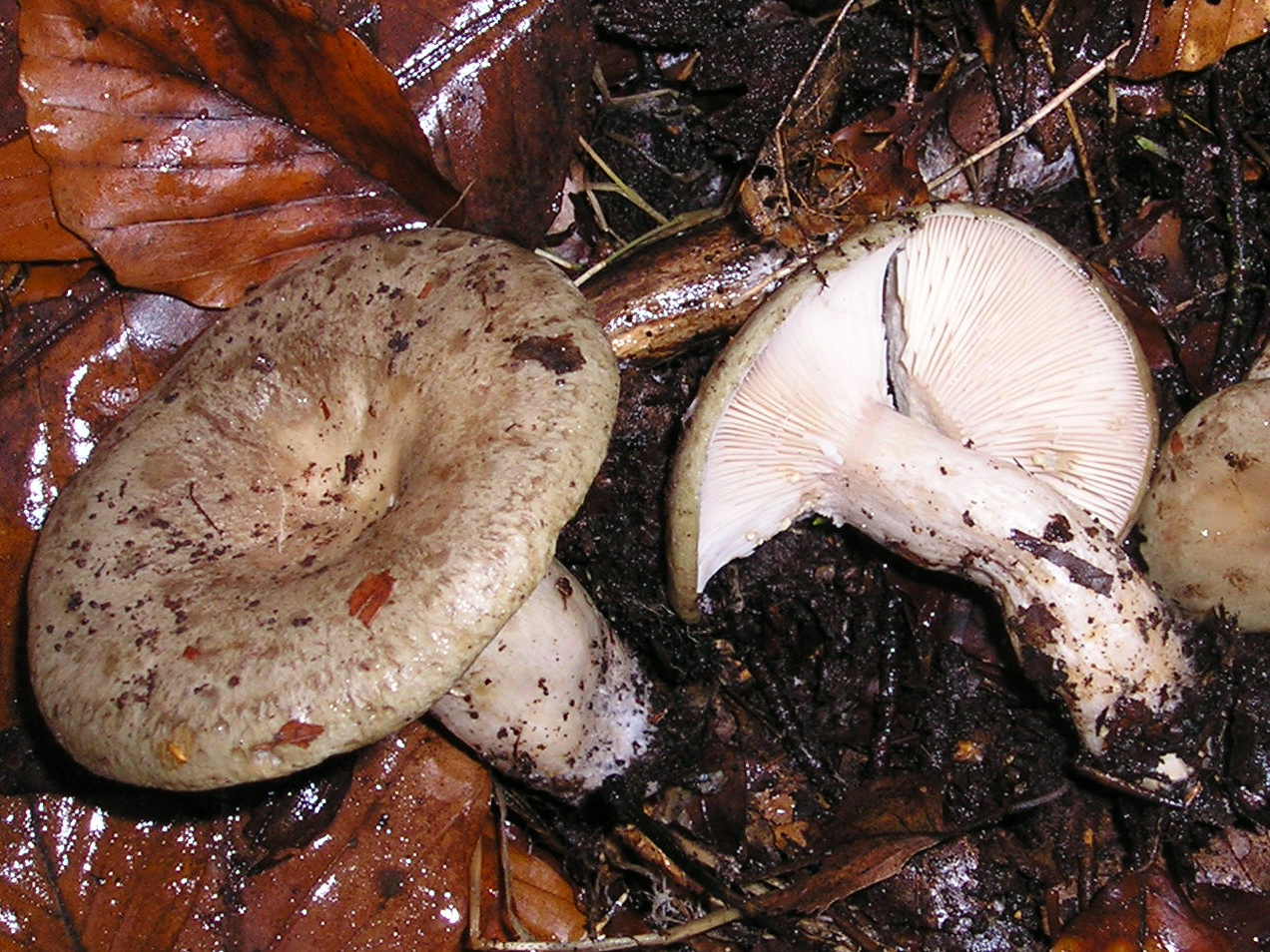
!Lactarius blennius!
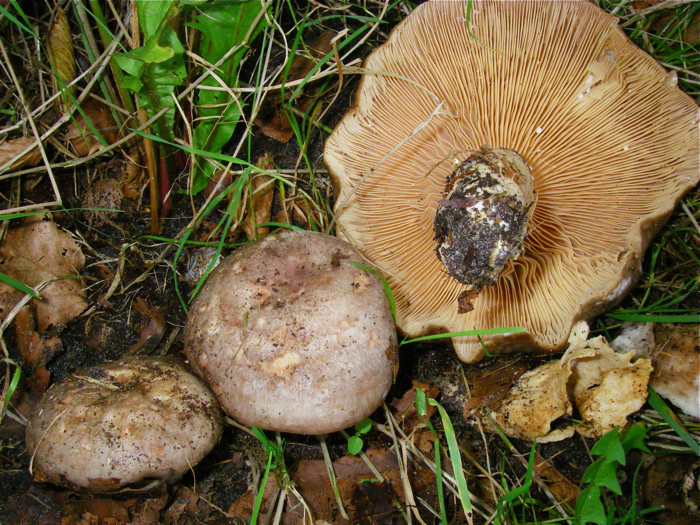
!Lactarius circellatus!
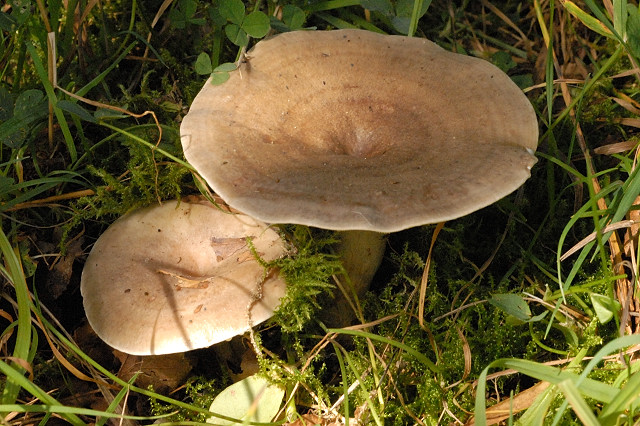
!Lactarius fluens!
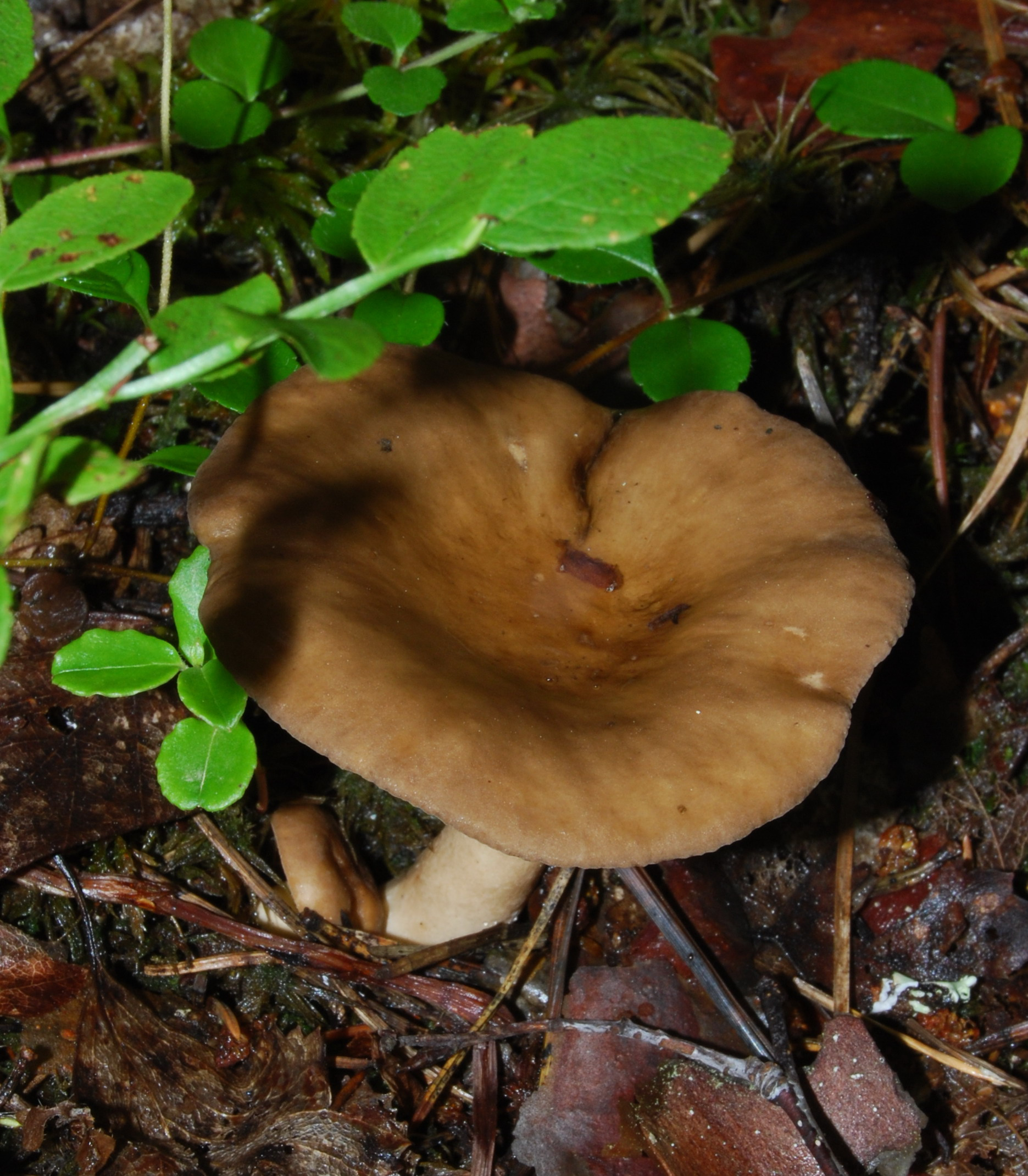
!Lactarius fuliginosus!
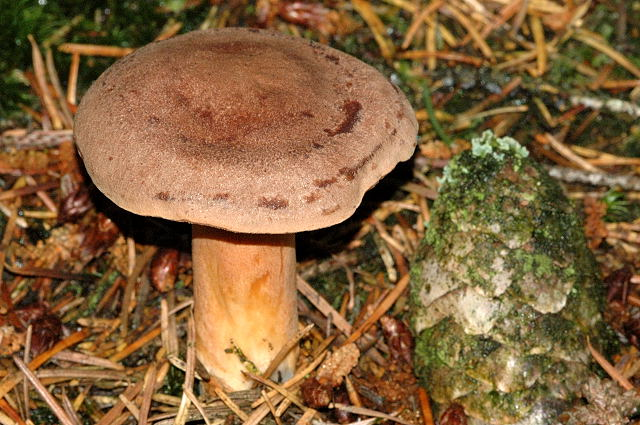
Lactarius fulvissimus
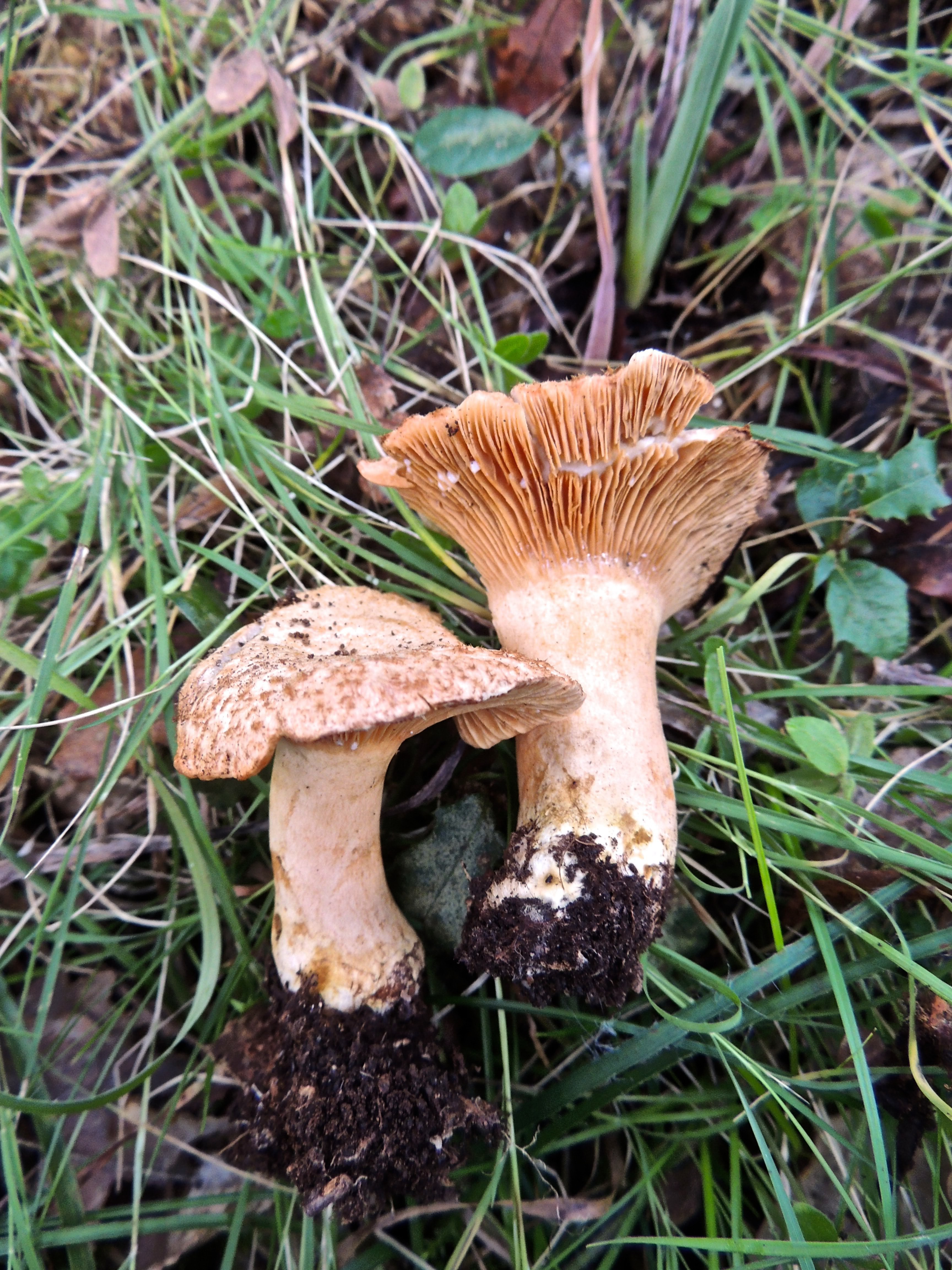
!!Lactarius mairei!!
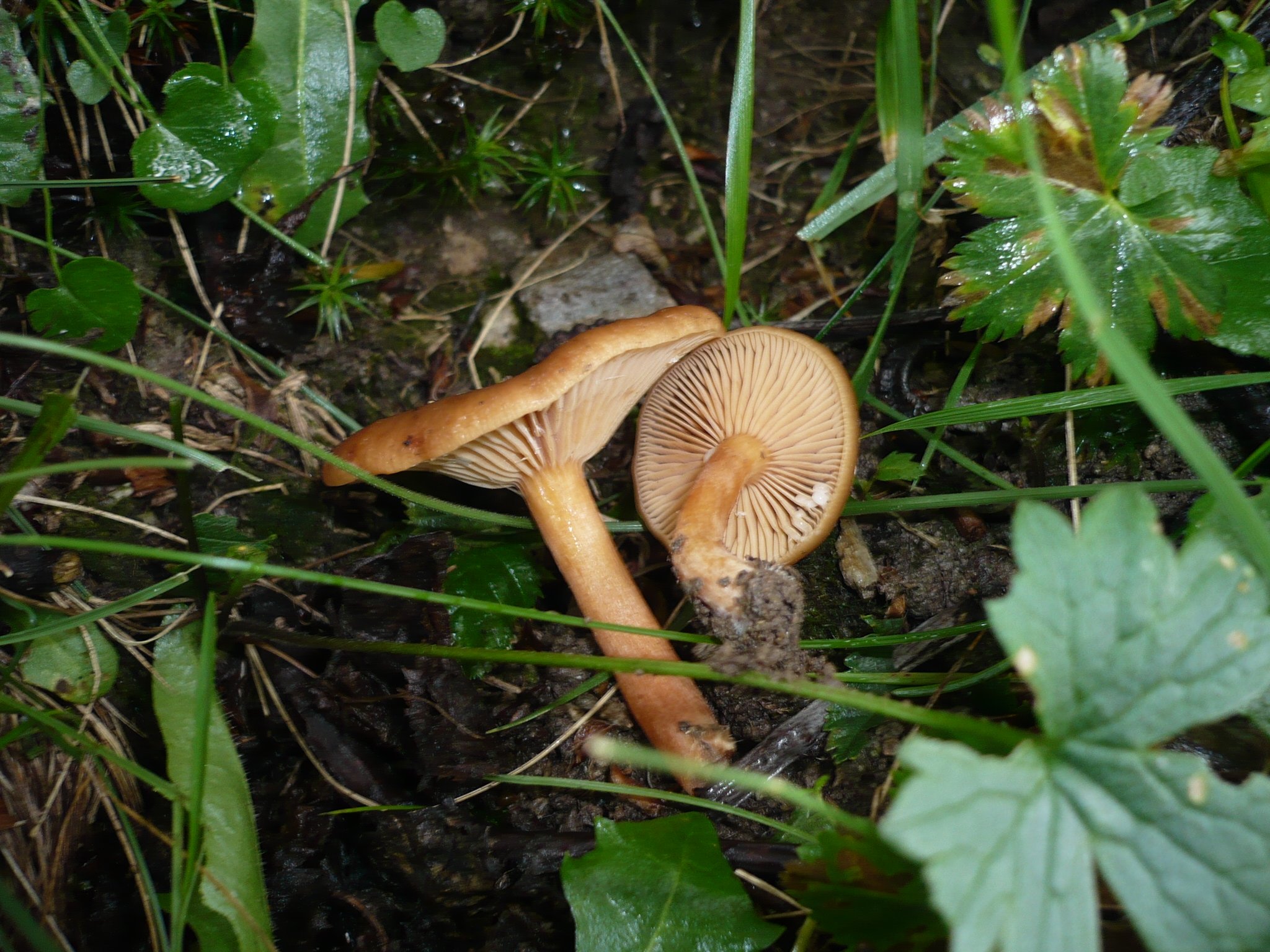
!Lactarius obscuratus!

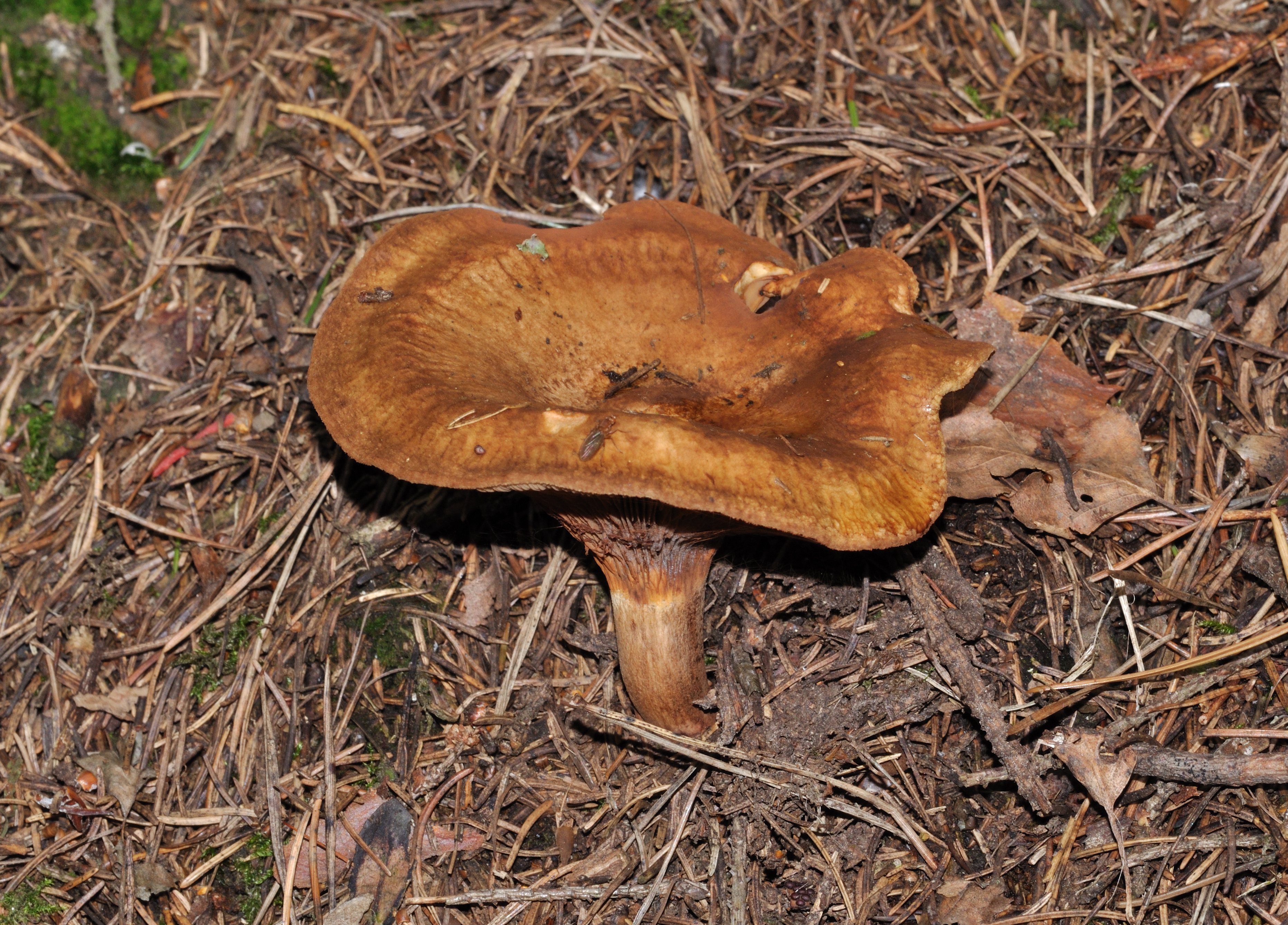
!!!Paxillus involutus!!!
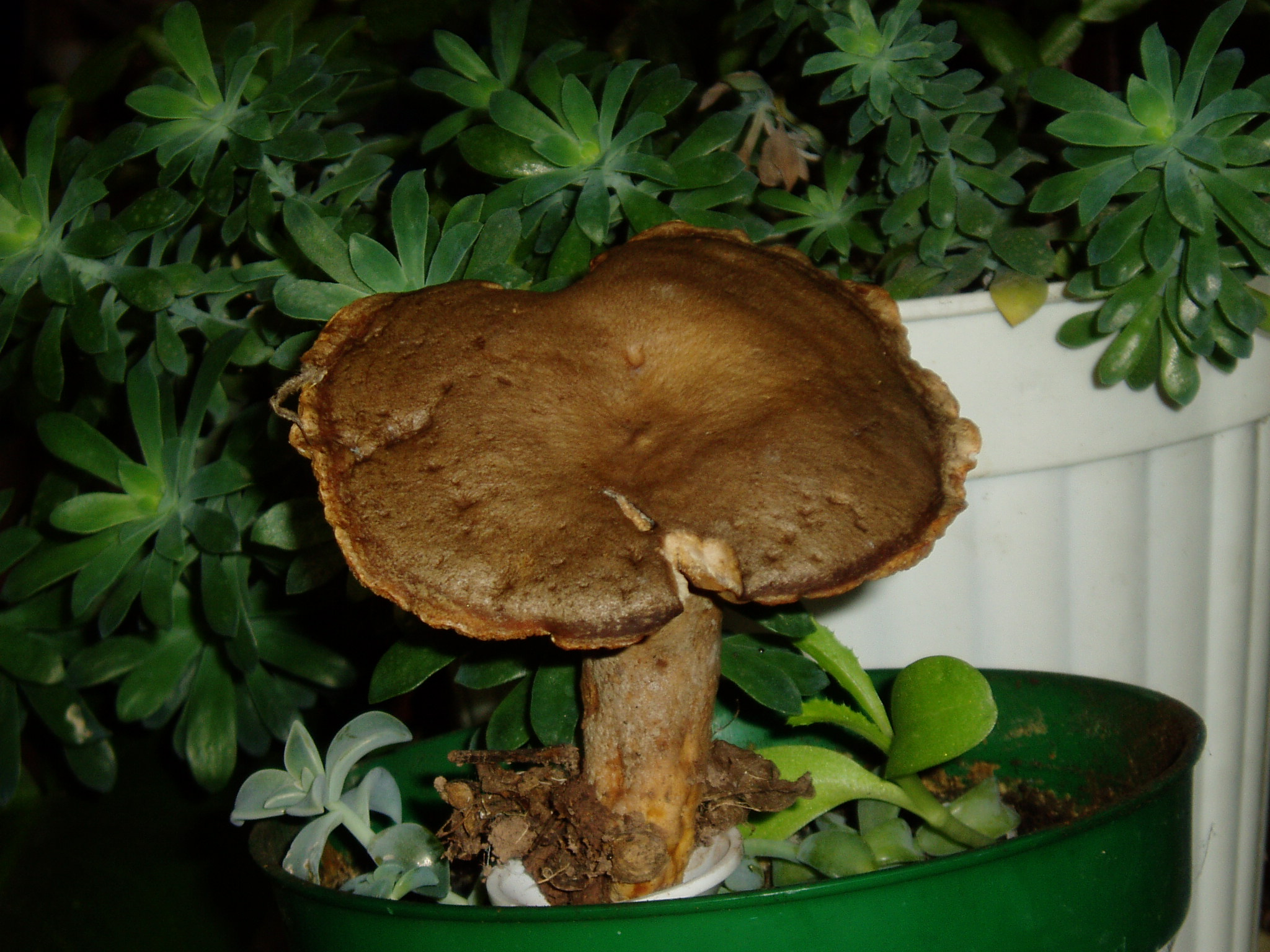
!Lactarius pyrogalus!
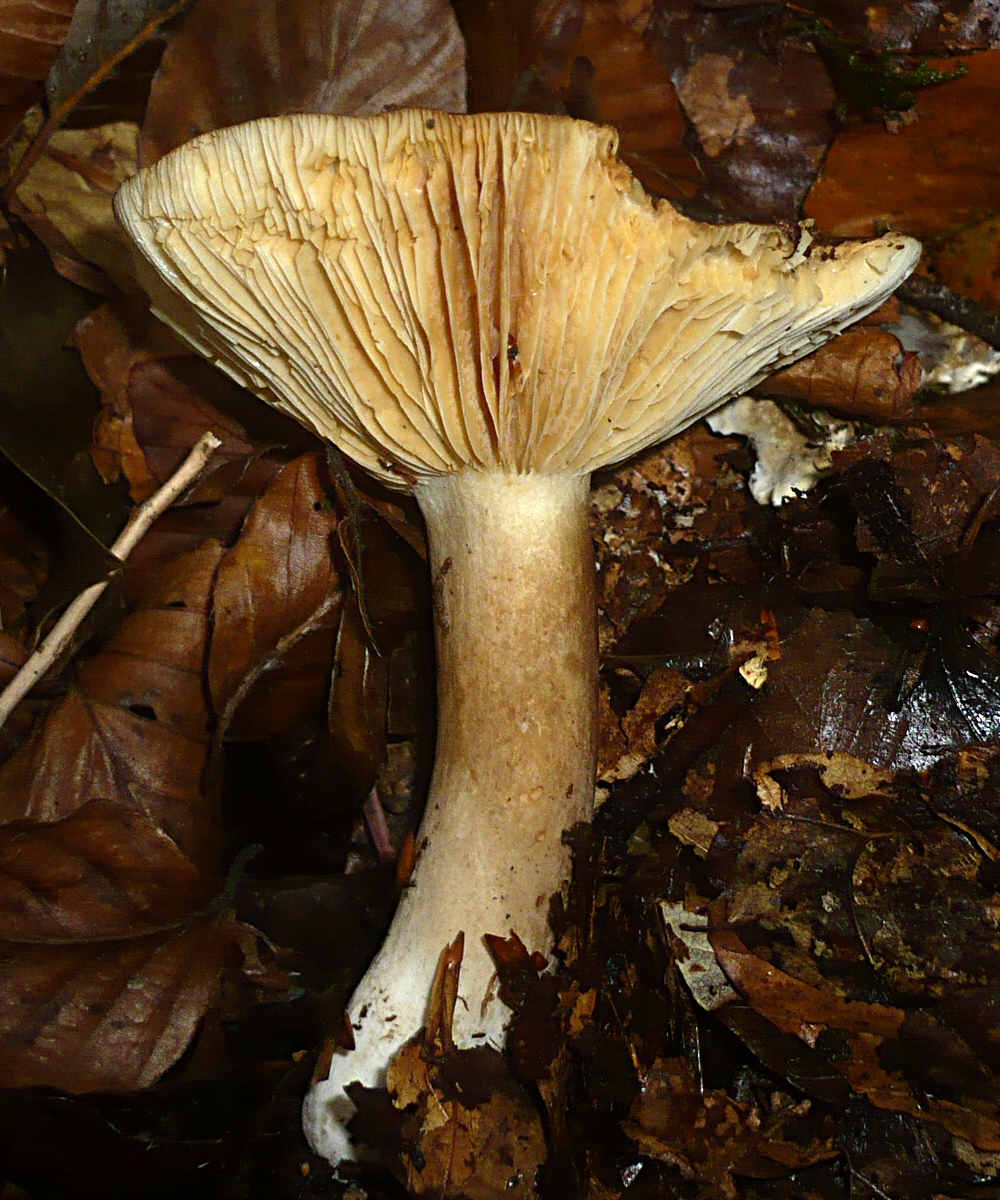
!Lactarius romagnesii!
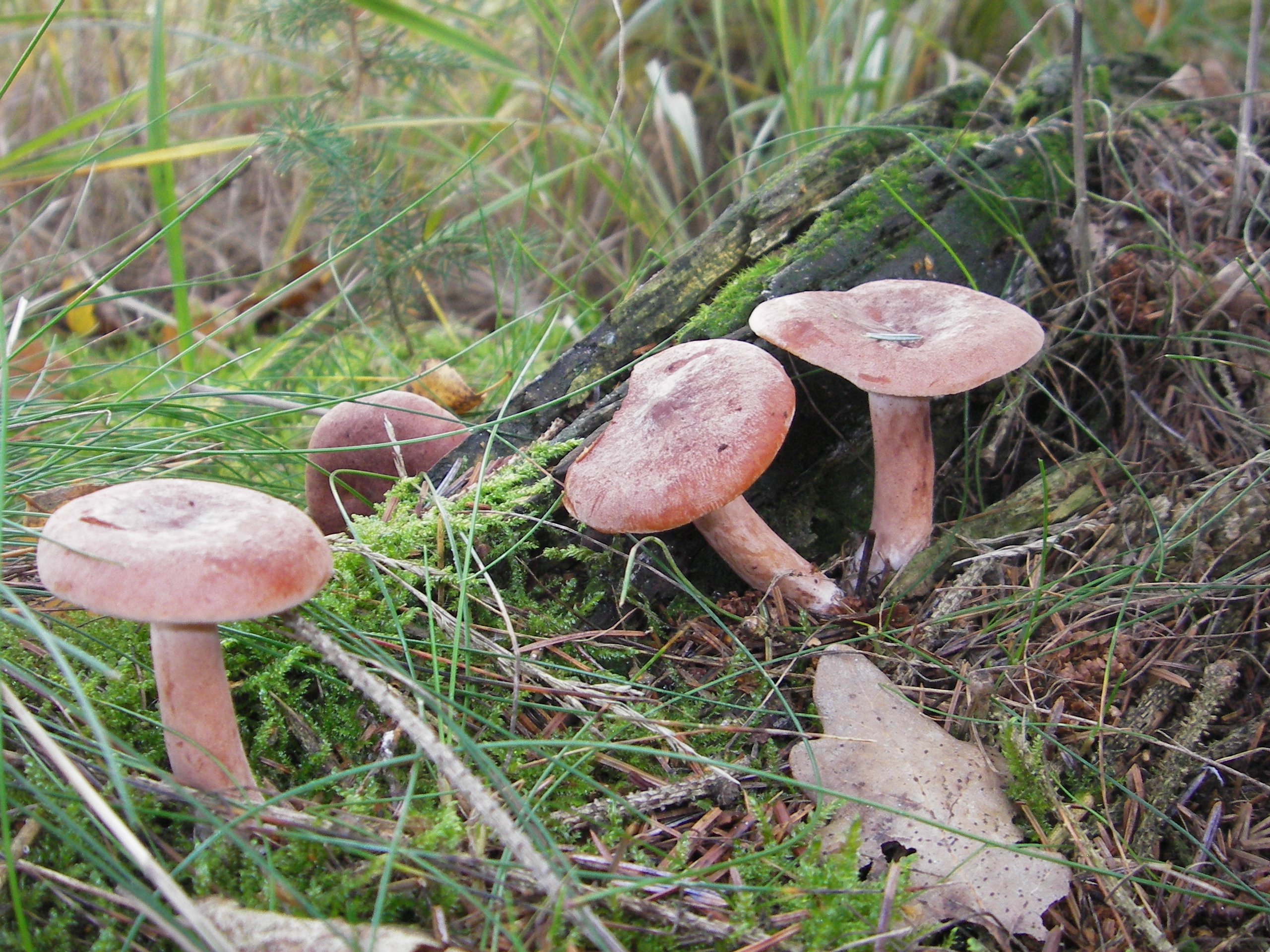
!Lactarius rufus!
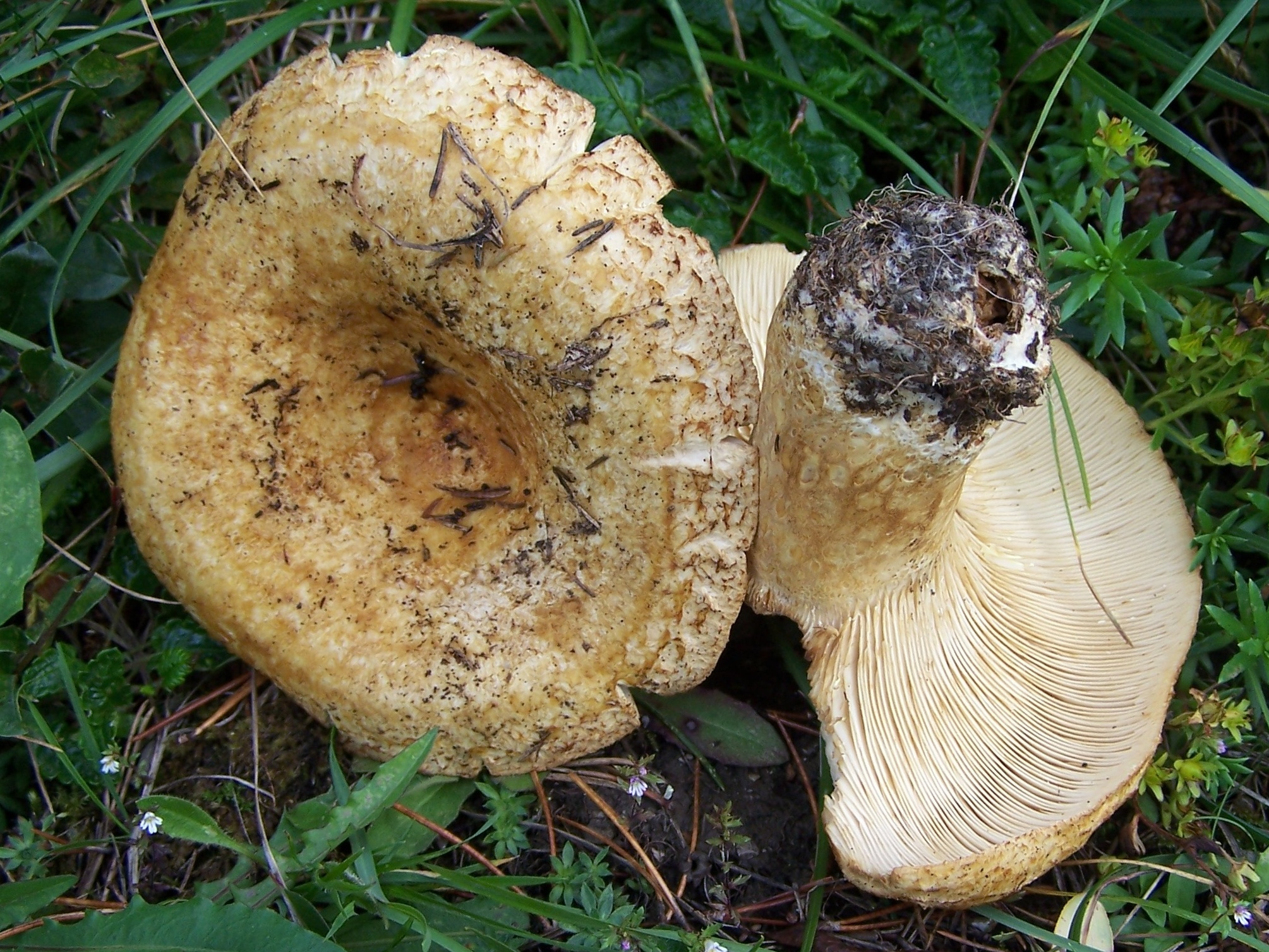
!!Lactarius scrobiculatus!!
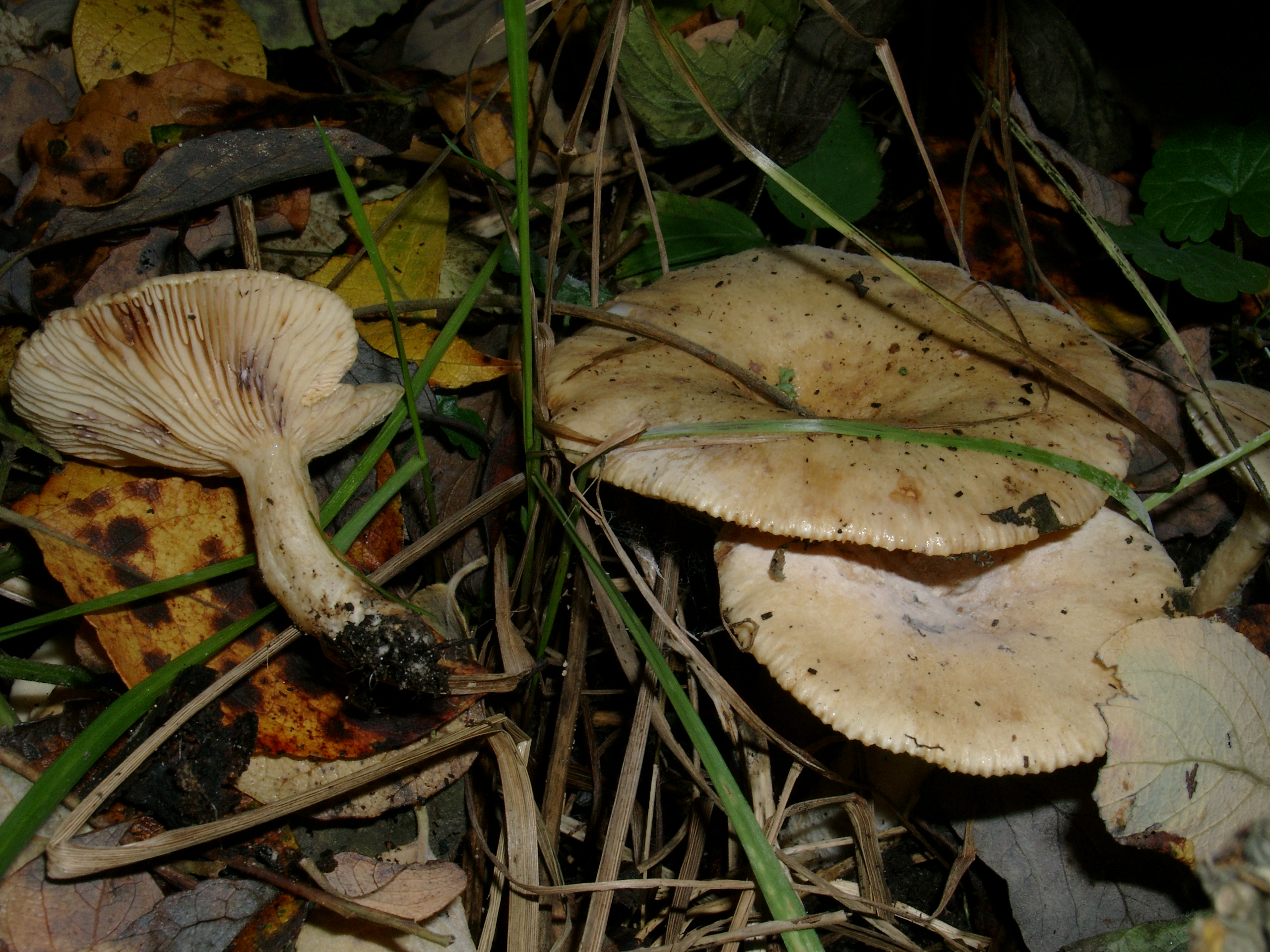
!Lactarius uvidus!

## Toxicitate

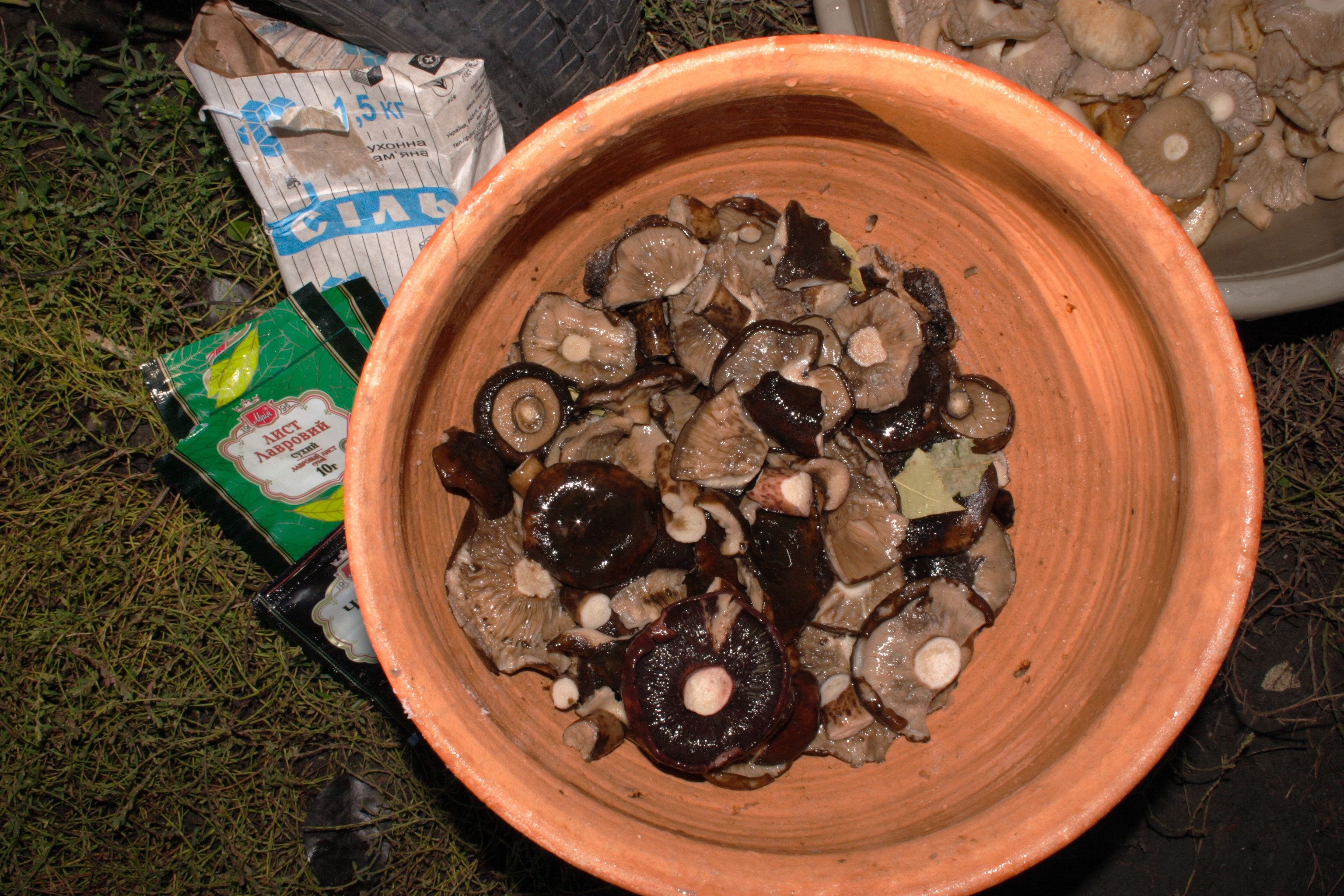
L. turpis însilozați

Structura necatorinei

Deși cu un gust iute, râșcovul jegos a fost văzut în trecut comestibil și chiar apreciat (ciuperca este consumată în Scandinavia după însilozare și în Europa de Est, în țări precum Polonia, Ucraina, Rusia), însă trebuie să fie declarat azi (2019) toxic, nu doar pentru oamenii în vârstă, ci și pentru copii sau tineri. Noile cercetări în domeniul micologiei dovedesc că soiul, cu toate că este consumat în țările din estul Europei cu mare plăcere (vezi mai sus), ar fi una dintre cele mai periculoase specii, fiind un "ucigaș tăcut" dacă este ingerat periodic și/sau în cantități mai mari. El conține în primul rând doze mari ale toxinei necatorină cu formula moleculară C15H8N2O3, o substanță extrem de periculoasă,  mutagenă și cancerogenă. Consumată timp îndelungat, această specie provoacă apariția cancerului. În plus, au fost identificate și alte legături chimice mutagene, de exemplu liofilina și conatina.
Ingerarea ciupercii presupune un risc ce trebuie asumat de către consumator.